# Marc Gagnon
Marc Gagnon (Chicoutimi, Quebec, 24 de maig de 1975) és un patinador de velocitat en pista curta quebequès, ja retirat, que destacà a la dècada del 1990. És germà del també patinador Sylvain Gagnon.

## Carrera esportiva
Va participar, als 18 anys, en els Jocs Olímpics d'Hivern de 1994 realitzats a Lillehammer (Noruega), on aconseguí guanyar la medalla de bronze en la prova dels 1.000 metres, a més de finalitzar quart en les proves de 500 m. i 5.000 metres relleus. En els Jocs Olímpics d'Hivern de 1998 realitzats a Nagano (Japó), aconseguí guanyar la medalla d'or en la prova de 5.000 metres relleus, finalitzant quart en els 500 m. i sent desqualificat en els 1.000 metres. En els Jocs Olímpics d'Hivern de 2002 realitzats a Salt Lake City, aconseguí guanyar tres medalles olímpiques: la medalla d'or en les proves de 500 metres i 5.000 metres relleus, i la medalla de bronze en els 1.500 metres, a més de finalitzar setzè en els 1.000 metres.
Al llarg de la seva carrera ha guanyat 35 medalles en el Campionat del Món de patinatge en pista curta, destacant la seva victòria en la combinada els anys 1993, 1994, 1996 i 1998.